# Anton Vollert
Christian August Anton Vollert (* 11. Januar 1828 in Allstedt; † 6. Mai 1897 in Gera) war ein thüringischer Staatsmann und Autor.

## Leben und Wirken
Als Sohn eines Kaufmanns geboren, besuchte Vollert das Gymnasium im Kloster Roßleben und studierte ab 1843 evangelische Theologie in Halle, später Rechtswissenschaften an der Universität Jena. Während seines Studiums wurde er 1843/44 Mitglied der Burschenschaft auf dem Fürstenkeller und war 1846 Mitstifter der Burschenschaft Germania Jena. Für die Germania war er 1848 Abgeordneter auf dem Zweiten Wartburgfest. 1850 wurde er zum Dr. iur. promoviert. 1858 war er Kreisgerichtsrat in Arnstadt und ging 1868 als Appellationsgerichtsrat nach Eisenach, bevor er 1875 Rat am Gesamt-Oberappelationsgericht in Jena wurde. 1877 wurde er als Geheimer Staatsrat nach Gera berufen. 1887 wurde er Geheimer Rat. Er war von 1892 bis 1896 als fürstlich reußischer Staatsminister zuständig für Justiz, Kirchen und Schulwesen in Gera.
Zudem war er Herausgeber des Neuen Pitaval und gab Kriminalgeschichten heraus.